# Aerials
"Aerials" é uma canção da banda System of a Down do seu segundo disco, Toxicity. A letra trata da liberdade não vista pelos homens. Tem um videoclipe o qual foi dirigido por Shavo Odadjian, o próprio baixista da banda, e David Slade.
A canção foi indicada ao Grammy de "melhor performance de hard rock" em 2003. Alcançou a primeira posição das paradas musicais Mainstream Rock Tracks e Hot Modern Rock Tracks da revista Billboard.
A Música conta com a participação do guitarrista Kirk Hammett, da banda de heavy metal, Metallica.

## Lista de faixas
| Maxi single |              |                   |                    |         |  |
| N.º         | Título       | Letras            | Música             | Duração |  |
| 1.          | "Aerials"    | Tankian, Malakian | Malakian           | 3:59    |  |
| 2.          | "Toxicity"   | Tankian           | Odadjian, Malakian |         |  |
| 3.          | "Sugar"      | Tankian           | Odadjian, Malakian |         |  |
| 4.          | "P.L.U.C.K." | Tankian           | Malakian           |         |  |
| 5.          | "Aerials"    | Tankian, Malakian | Malakian           |         |  |

| Single promocional |           |                   |          |         |  |
| N.º                | Título    | Letras            | Música   | Duração |  |
| 1.                 | "Aerials" | Tankian, Malakian | Malakian | 3:57    |  |

| Single 7" |             |                                                     |                               |         |  |
| N.º       | Título      | Letras                                              | Música                        | Duração |  |
| 1.        | "Aerials"   | Tankian, Malakian                                   | Malakian                      | 3:57    |  |
| 2.        | "Snowblind" | Geezer Butler, Tony Iommi, Ozzy Osbourne, Bill Ward | Butler, Iommi, Osbourne, Ward | 4:40    |  |